# Synidotea bogorovi
Synidotea bogorovi là một loài chân đều trong họ Idoteidae. Loài này được Gurjanova miêu tả khoa học năm 1955.